# Distance (宇多田ヒカルのアルバム)
『Distance』（ディスタンス）は、2001年3月28日にリリースされた宇多田ヒカルの2ndアルバム。日本歴代最高売上を記録したデビューアルバム『First Love』から約2年ぶりとなる本作には、ジャム&ルイスが手掛けた「Addicted To You」「Wait & See 〜リスク〜」や、ロドニー・ジャーキンスもプロデューサーで参加した「For You/タイム・リミット」、大ヒットドラマ『HERO』主題歌「Can You Keep A Secret?」などの既発曲と新曲の計13曲が収録されている。また本作からいくつかの曲で宇多田もアレンジャーとしてクレジットされるようになった。
収録曲は、宇多田が16歳から18歳までの約2年間で制作・録音されている。2000年夏に宇多田はコロンビア大学に進学しており、その後はニューヨークにて学業に励みながら制作が進められた。楽曲は、R&Bからロック、ポップスまで音楽性は前作より幅広くなっており、タイトル"Distance"が示す通り、様々な"距離"を大事にしようという思いが歌われている。アルバムは初動300.3万枚を売り上げ、日本国内の初動売上歴代1位を記録。累計売上枚数は日本歴代アルバム売上枚数第4位の447万枚となっている。

## 背景
宇多田ヒカルは1998年12月に15歳でメジャーデビューし、翌年3月に発売したデビューアルバム『First Love』が日本の歴代最高売上を記録するなどの大ヒットとなり、一躍日本の音楽シーンのトップに上り詰めていた。高校生活最後の夏休みとなる99年夏には、ビデオ・コンサート「LUV LIVE REMIX 〜hello from new york〜」や、TLC、モニカと共演したチャリティコンサート「爽健美茶 Natural Breeze Concert '99」、自身初のTV-CM出演、新曲「Addicted To You」のレコーディングなどを行った。宇多田はファーストアルバムの制作時に「日本語詞は英語詞よりも難しい」と語っていたが、この頃から「日本語詞のおもしろさ」を感じ始めていた。その中で今回は、「リズムに乗るためにセンテンスを途中で切る」「歌詞では詩的にする傾向の強い日本語詞をあえて話し言葉で書いてみる」など、「日本語で遊んじゃえ！」という意識があったという。
2000年に入ると宇多田は4月に5thシングル「Wait & See 〜リスク〜」をリリースし、6月には高校を卒業、初の全国ツアー「BOHEMIAN SUMMER 2000」の開幕初日には6thシングル「For You/タイム・リミット」を緊急リリースしていた。8月にツアーが終わるとすぐさまコロンビア大学に進学し、勉強漬けの日々となった。そして年末年始にアルバム曲のレコーディングを行い、2001年2月に7thシングル「Can You Keep A Secret?」をリリース。アルバム発売は3月となり、結果的に前作からほぼ2年ぶりのリリースとなった。
本アルバムには、『First Love』以降に作ったものだけではなくデビュー時やそれ以前に作った曲も含まれている。そのため宇多田は、『First Love』が自らの16年の経験や時間を含んだものなら『Distance』はそれらも含めた18年間のアルバムだと語った。また宇多田は、本作はデビューアルバムの大ヒットや大学進学などの自身を取り巻く「大きな流れの中でできちゃったもの」で「生活や人生観が変わっていく途中の過程が全部出てる感じ」のアルバムだとも語っている。

### 影響
宇多田は、大学で英語の本ばかり読んでいたことへの反動でアルバム制作の頃には日本語の本をよく読んでいたといい、本作にもそれらが様々に影響している。東京に向かう飛行機の中で宇多田が読んでいたのがベルクソンの「時間と自由」だった。ベルクソンは同著の中で、音楽は受け手にとって「経験や感覚の予告」だと語る。宇多田はこの部分に共感し、「みんなはこう来ると思うだろうから、こっちにやろう」「全然みんなが想像でしないようなものを作ろう」と変に意識する必要はないと再確認したという。また、今回のアルバムではそういったところのバランスもとれていると感じたと語った。また「時間と自由」と同時に「ダダとシュルレアリスム」 (岩波「世界の美術」)など、芸術運動に関する本を読んでいた。宇多田は以前から「Automatic」などの歌詞で「言葉が途切れ途切れになっている」「日本語を大切にしていない」と指摘されることがあった。今回も「Can You Keep A Secret?」などの収録曲で同じようなことを言われていたが、本を読む中で「音響詩」のように言葉を意味から解放しその本質に立ち返ろうとする運動があったことを知り、「言葉の"音"に焦点をあてる」ことの重要性を確認、日本語を文章の途中で区切る自らの作詞を肯定することができたという。

## コンセプト
アルバムタイトルには、宇多田が第三者と接するときに普段から感じていたことだったという"distance"（距離・間隔・隔たり・相違）が選ばれた。宇多田は自身の楽曲で「人と人との関係やつきあい方、関わり方、心の距離」など、様々な"距離"を歌っていることに気づいたといい、またアルバム制作で訪れたり関わったりした場所が東京から大阪、アトランティック・シティー、ミネアポリス、ニューヨーク、マイアミ、ロンドン、香港など様々だったこともあって、"Distance"という言葉がピッタリだったと語った。また、宇多田はこのタイトルに関してインタビューで次のように述べている。
「Distance。距離と時間ってすごく似てる……というか、（距離は）時間と密接な関係にある単位じゃない？んで、ある意味そこに時間っていうのも含んじゃうものだから、距離っていうのはあくまでも時間がある中での世界のものだなってすごく感じて……。で、今回のアルバムの1曲1曲を考えていくと、時間にしろ距離にしろ、そういうのを考えた結果の歌詞だったんだなあ〜と思って。で、この2年間は、つまり、そういういろんな距離とか時間を考えた2年間だったんだろうなあ〜と思って。」
宇多田は、表題曲「DISTANCE」が他の収録曲の歌詞のテーマを全部まとめ、つなげている歌詞になっていると語る。宇多田は、どんなに仲がいい人でも、たとえそれが親であっても恋人であっても、どんなに分かり合ってても、どれだけ信じ合えて二人の距離が近づいても、「結局、1点にはなれない」「必ず距離は生まれる」と、またそれは「もうどうしようもないこと」と考えているという。「DISTANCE」で宇多田は、「本当はその距離自体を認めてあげて、大事にしなきゃいけない」ということを描きたかったという。

## 制作と録音
『Distance』には、1999年から2001年の間に録音された楽曲が収録されている。99年の高校生最後の夏休みに、宇多田はミネアポリスに飛び、TLCやジャネット・ジャクソンなどを手掛けるプロデューサーチーム・ジャム&ルイスとともに「Addicted To You」を制作した。アメリカでも日本でもプロデューサーの色がアーティストよりも全面に出ることが多いが、ミネアポリスでの彼らとの制作は対等なもので、宇多田は「アイデアのキャッチボール」だったと語った。次作「Wait & See 〜リスク〜」でもジャム＆ルイスがプロデューサーを務めたが、この時は宇多田は学業のためにミネアポリスには行けなかった。ただし、同曲では宇多田がデモテープの段階でアレンジトラックまで作っており、それが実際のアレンジでも一部残されたことから、初めてアレンジャーのクレジットに宇多田の名前が加えられている。2000年の初の全国ツアー前には、R&Bシーンを代表するトッププロデューサー・ロドニー・ジャーキンスをプロデューサーに迎えて「タイム・リミット」を制作。デビュー前にメロディが作られていた「For You」もこの頃に完成させた。また、収録曲のいくつかは同ツアー中に作られている。宇多田はライブと言えばR&Bではなくロックだと語り、それらの楽曲もロックテイストのアレンジにしたという。それ以外のアルバム曲の制作・レコーディングは、大学の試験が終わった同年11月から始まり、大学が冬休みに入った年末年始に行われた。また、宇多田は当時紅白歌合戦に出場しない理由を聞かれ、「アルバムを作りたいから」と答えている。
2001年1月26日、宇多田は自身の公式サイトでレコーディングが終了したことを報告。デビュー以来宇多田のプロデューサーを務めている三宅彰は、2月2日に宇多田ヒカル公式サイトに「録音後記」として、「曲作り、詞を書き、デモを作り、アレンジデモ作り、そして何度もやり直し試行錯誤を繰り返し、スタジオ作業歌いれ、何十回に及ぶコーラス（40回ぐらい重ねてる所もあります。機械で作っていません。）ヒカル自身がやってるんで大変だなーとホントは思ってたけど、冷たく作業したり、締め切りを言ったりした1年8ヶ月でした。でもヒカルはいつももがき苦しみながらも瀬戸際の魔術師ぶりを発揮していつも期待に答えてくれました。」と記している。アルバムには、5thシングルの「Wait&See 〜リスク〜」のカップリングである「はやとちり (Original Version)」及び「Fly Me To The Moon (In Other Words)」は収録されておらず、「はやとちり」を宇多田自身がリミックスした「HAYATOCHI-REMIX」が代わりに収められた。

## 評価
- Allmusicのイアン・マーティンは、本作に4/5の評価をつけ、「それ以前のJ-POPに代表されるチープなサウンドとは対照的な豊かなプロダクションにおいて、当時の他のJ-POP作品とは一線を画している」と評した[9]。
- 音楽評論家の大伴良則は、「熱しやすく醒めやすい日本人も、この見事なセカンド・アルバムは避けて通れないだろう」と本作を評価した[10]。
- 鹿野淳は、ROCKIN'ON JAPANでの本作のレビューで、「ソウルと言う心が透明に映る音楽、やはり宇多田ヒカルは普遍的かつ原始的な本物だ」と語った[11]。
- 音楽ライターの平賀哲雄は、本作『Distance』は「『First Love』からの飛躍的な“成長”を体全身で表現している作品」だと評価し、また前作に比して音楽性の広がりも指摘。「数多く存在する音楽評論家も『宇多田ヒカル＝○○○』のような定義を打ち出すことはもうできないだろう。僕らの想像の許容範囲を超えた作品が今作『Distance』なのだから。」と語った。また音楽性以外に、宇多田の「一曲一曲の作品に込められたメッセージ性」にも注目し、「16歳でデビューを飾った当時から、彼女がメロディに乗せるメッセージは年齢相応ではない大人っぽさがあった。しかし、今作はその言葉を受け止めた人々に突き刺さるほどの強さ、感情を揺さぶらせる力が加わっている。」と指摘した[12]。

## チャート成績
『Distance』は、初回出荷枚数は315万枚、発売初日のバックオーダーは85万枚を記録した。日本のオリコン調べでの初動売上は300.3万枚を記録。これはシングルを含むCDの初動売上歴代1位となっている。これにより本作は、「1か国で最も速く売れたアルバム」としてギネス世界記録に認定されていた。なお、プラネットチャートでは初動262.9万枚、サウンドスキャンジャパンでは初動244.3万枚を記録している。また本作は、歴代アルバム売上枚数第4位（オリジナルアルバムでは『First Love』に次いで第2位）、2000年代アルバム売上枚数第1位となっている。累計出荷枚数は日本国内（CD）486万枚、国外（CD）59万枚、アナログ盤3万枚、累計549万枚。
2000年度（2000年4月1日〜2001年3月31日）のEMIグループの全世界でのアルバム売上では360万枚を記録し、ビートルズの『ザ・ビートルズ1』、レニー・クラヴィッツの『グレイテスト・ヒッツ』、ロビー・ウィリアムズの『シング・ホエン・ユーアー・ウィニング』に続いて第4位にランクインされている。
当時互いに人気絶頂期であった浜崎あゆみ初のベストアルバム『A BEST』と発売日が重なり、発売前から連日マスコミによる報道合戦となった。オリコン・プラネット・サウンドスキャンジャパンにおいて初動売上は浜崎のアルバムを上回る初登場1位を獲得したが、2週目はオリコンで浜崎が逆転して首位獲得する（プラネット・サウンドスキャンジャパンでは本作が3週連続1位となり、浜崎は首位を獲得していない）など、しばらくの間音楽チャートを賑わせた。年間アルバムチャートでも首位を獲得している。また、宇多田は同年の年間シングルチャートでも「Can You Keep A Secret?」で年間首位を獲得し、シングル・アルバムの年間首位を独占した。

## 収録曲
全作詞・作曲：宇多田ヒカル（※特記以外）
| #         | タイトル                                    | 作詞         | 作曲                   | 編曲                                    | 時間  |
| --------- | ------------------------------------------- | ------------ | ---------------------- | --------------------------------------- | ----- |
| 1.        | 「Wait & See 〜リスク〜」                   | 宇多田ヒカル | 宇多田ヒカル           | Jam and Lewis・宇多田ヒカル             | 4:47  |
| 2.        | 「Can You Keep A Secret?」                  | 宇多田ヒカル | 宇多田ヒカル           | 西平彰・本田優一郎                      | 5:07  |
| 3.        | 「DISTANCE」                                | 宇多田ヒカル | 宇多田ヒカル           | 河野圭・宇多田ヒカル                    | 5:30  |
| 4.        | 「サングラス」                              | 宇多田ヒカル | 宇多田ヒカル           | 村山晋一朗                              | 4:45  |
| 5.        | 「ドラマ」                                  | 宇多田ヒカル | 宇多田ヒカル・久保琢郎 | 本田優一郎                              | 4:34  |
| 6.        | 「Eternally」                               | 宇多田ヒカル | 宇多田ヒカル           | 村山晋一朗 ストリングスアレンジ：河野圭 | 4:44  |
| 7.        | 「Addicted To You （UP-IN-HEAVEN MIX）」    | 宇多田ヒカル | 宇多田ヒカル           | Jam and Lewis                           | 5:17  |
| 8.        | 「For You」                                 | 宇多田ヒカル | 宇多田ヒカル           | 河野圭                                  | 5:20  |
| 9.        | 「蹴っ飛ばせ!」                             | 宇多田ヒカル | 宇多田ヒカル           | 西平彰・宇多田ヒカル                    | 4:29  |
| 10.       | 「Parody」                                  | 宇多田ヒカル | 宇多田ヒカル           | 河野圭                                  | 5:24  |
| 11.       | 「タイム・リミット」                        | 宇多田ヒカル | 宇多田ヒカル・久保琢郎 | Rodney Jerkins                          | 4:53  |
| 12.       | 「言葉にならない気持ち」                    | 宇多田ヒカル | 宇多田ヒカル           | 村山晋一朗                              | 5:01  |
| 13.       | 「HAYATOCHI-REMIX」(Bonus Track)            | 宇多田ヒカル | 宇多田ヒカル           | 宇多田ヒカル                            | 4:10  |
| 14.       | 「はやとちり」(2018 Remastered Editionのみ) | 宇多田ヒカル | 宇多田ヒカル           | 河野圭（string arrangement）            | 4:15  |
| 合計時間: | 合計時間:                                   | 合計時間:    | 合計時間:              | 合計時間:                               | 68:16 |

### 楽曲解説
1. Wait & See 〜リスク〜
5thシングル
表記はないがアルバムミックス（曲おわりの笑い声のカット等）。
2. Can You Keep A Secret?
7thシングル
表記はないがシングルと右チャンネルと左チャンネルが反転した状態で収録されている。
フジテレビ系ドラマ『HERO』主題歌
3. DISTANCE
後にアレンジされ、8thシングル『FINAL DISTANCE』として発売され、本楽曲もカップリングとして収録された。
4. サングラス
5. ドラマ
6. Eternally
後にフジテレビ系ドラマ『イノセント・ラヴ』主題歌として「Eternally -Drama Mix-」が使用された。このアレンジは配信限定シングルとして発売された。
7. Addicted To You （UP-IN-HEAVEN MIX）
4thシングル
Sony「Media & Battery RED HOTキャンペーン'99」CMソング[注 6]
8. For You
6thシングル
9. 蹴っ飛ばせ!
7thシングルのカップリング曲
10. Parody
11. タイム・リミット
6thシングル
12. 言葉にならない気持ち
13. HAYATOCHI-REMIX (Bonus Track)
「はやとちり」のリミックス曲

2018 Remastered Edition / ボーナストラック
1. はやとちり
5thシングルのカップリング

## アナログ盤収録曲
- SIDE1
  - 1.,2.,3.
- SIDE2
  - 4.,5.,6.
- SIDE3
  - 7.,8.,9.,10.
- SIDE4
  - 11.,12.,13.

CDの収録曲の順番に対応して表記。
SIDE1,2とSIDE3,4との2枚組。ジャケットはCDのものとは異なり、CDジャケットの写真をもとにしたイラストのデザイン。

## チャートと売上

### アルバム
| オリコン（2001年） | 最高 順位 | 認定(RIAJ) | 累計売上  |
| ------------------ | --------- | ---------- | --------- |
| 週間アルバム       | 1         | 4ミリオン  | 4,772,353 |
| 年間アルバム       | 1         | 4ミリオン  | 4,772,353 |

### シングル
| 年     | シングル                     | チャート順位    | チャート順位    | 認定(RIAJ) | 累計売上枚数 |
| 年     | シングル                     | 週間 (オリコン) | 年間 (オリコン) | 認定(RIAJ) | 累計売上枚数 |
| ------ | ---------------------------- | --------------- | --------------- | ---------- | ------------ |
| 1999年 | 「Addicted To You」          | 1               | 6               | ミリオン   | 1,784,000    |
| 2000年 | 「Wait & See 〜リスク〜」    | 1               | 3               | ミリオン   | 1,662,000    |
| 2000年 | 「For You/タイム・リミット」 | 1               | 18              | ミリオン   | 889,000      |
| 2001年 | 「Can You Keep A Secret?」   | 1               | 1               | ミリオン   | 1,485,000    |